# National Photography Awards
National Photography Awards (Národní fotografické ceny) se udělují fotografům v Indii. Tato ocenění se udělují ve třech různých kategoriích, a to - Cena za celoživotní dílo, Profesionální fotograf roku a Amatérský fotograf roku. Může také zahrnovat 5 zvláštních cen v kategoriích profesionálů i amatérů.
Slavnostní předání cen pořádá Fotografické oddělení Ministerstva informací.

## Vítězové
| Rok  | Cena za celoživotní dílo | Profesionální fotograf roku | Amatérský fotograf roku | Ref               |
| 2015 | Surendra R Patel         | Swarup Duta                 | Sasikumar Ramachandran  |                   |
| 2016 | Bhawan Singh             | Javed Ahmed Dar             | Himanshu Thakur         |                   |
| 2017 | Raghu Rai                | KK Mustafah                 | Ravinder Kumar          |                   |
| 2018 | Ashok Dilwali            | SL Shanth Kumar             | Gurdeep Dhiman          | [ 2 ] [ 3 ] [ 4 ] |